# Atakan Akkaynak
Atakan Akkaynak (Troisdorf, 5 gennaio 1999) è un calciatore tedesco di origini turche, centrocampista del Çorum.

## Caratteristiche tecniche
Centrocampista dotato di personalità ed aggressività, è in possesso di una buona tecnica individuale, che gli permette di impostare la manovra; è abile anche nelle progressioni offensive e nel tiro da fuori. Per le sue caratteristiche è stato paragonato ad Arturo Vidal.

## Carriera
Cresciuto nel settore giovanile del Bayer Leverkusen, il 29 giugno 2018, rimasto svincolato, ha firmato il primo contratto professionistico, di durata triennale, con il Willem II. Dopo 8 presenze e 1 gol collezionati nel campionato olandese, il 2 luglio 2019 viene ceduto in prestito al Caykur Rizespor.

## Statistiche

### Presenze e reti nei club
Statistiche aggiornate al 15 maggio 2019.
| Stagione        | Squadra         | Campionato      | Campionato | Campionato | Coppe nazionali | Coppe nazionali | Coppe nazionali | Coppe continentali | Coppe continentali | Coppe continentali | Altre coppe | Altre coppe | Altre coppe | Totale | Totale | Totale |
| Stagione        | Squadra         | Comp            | Pres       | Reti       | Comp            | Pres            | Reti            | Comp               | Pres               | Reti               | Comp        | Pres        | Reti        | Pres   | Reti   |        |
| --------------- | --------------- | --------------- | ---------- | ---------- | --------------- | --------------- | --------------- | ------------------ | ------------------ | ------------------ | ----------- | ----------- | ----------- | ------ | ------ | ------ |
| 2018-2019       | Willem II       | E               | 8          | 1          | CO              | 2               | 0               | -                  | -                  | -                  | -           | -           | -           | 10     | 1      |        |
| Totale carriera | Totale carriera | Totale carriera | 8          | 1          |                 | 2               | 0               |                    | -                  | -                  |             | -           | -           | 10     | 1      |        |